# Premi Golden Boy
El Premi Golden Boy és un trofeu anual que des de l'any 2003 lliura el diari esportiu italià Tuttosport al millor futbolista del futbol europeu menor de 21 anys. És considerat l'equivalent a la Pilota d'Or dels futbolistes més joves.
El premi es concedeix després de la votació de 30 periodistes esportius de tot Europa i es lliura cada any durant el mes de desembre, a la seu del diari Tuttosport a Torí.

## Historial de guanyadors

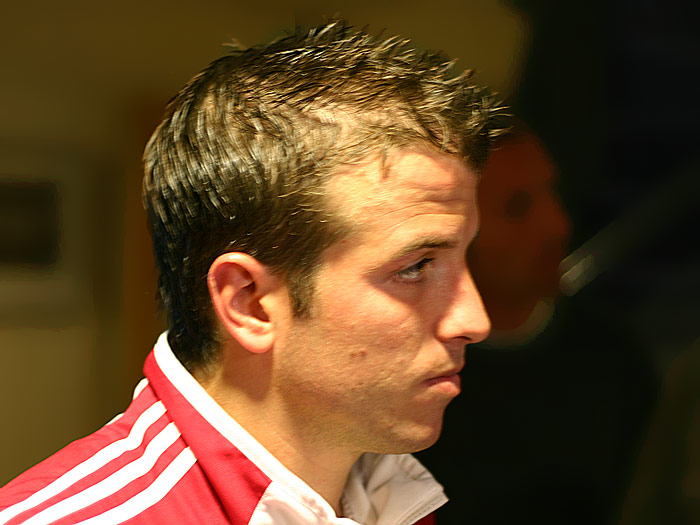
Rafael van der Vaart, el primer premiat.

| Any  | Guanyador                        | País          | Club                              | Font(s) |
| ---- | -------------------------------- | ------------- | --------------------------------- | ------- |
| 2003 | Rafael van der Vaart             | Països Baixos | AFC Ajax                          | [ 1 ]   |
| 2004 | Wayne Rooney                     | Anglaterra    | Everton FC Manchester United FC   | [ 1 ]   |
| 2005 | Lionel Messi                     | Argentina     | FC Barcelona                      | [ 1 ]   |
| 2006 | Cesc Fàbregas                    | Catalunya     | Arsenal FC                        | [ 1 ]   |
| 2007 | Sergio Agüero                    | Argentina     | Atlètic de Madrid                 | [ 1 ]   |
| 2008 | Anderson                         | Brasil        | Manchester United FC              | [ 2 ]   |
| 2009 | Alexandre Pato                   | Brasil        | AC Milan                          | [ 3 ]   |
| 2010 | Mario Balotelli                  | Itàlia        | Inter de Milà Manchester City FC  | [ 4 ]   |
| 2011 | Mario Götze                      | Alemanya      | Borussia Dortmund                 | [ 5 ]   |
| 2012 | Isco                             | Espanya       | Màlaga CF                         | [ 6 ]   |
| 2013 | Paul Pogba                       | França        | Juventus FC                       | [ 7 ]   |
| 2014 | Raheem Sterling                  | Anglaterra    | Liverpool FC                      | [ 8 ]   |
| 2015 | Anthony Martial                  | França        | Mònaco Manchester United FC       | [ 9 ]   |
| 2016 | Renato Sanches                   | Portugal      | Benfica FC Bayern de Múnic        | [ 10 ]  |
| 2017 | Kylian Mbappé                    | França        | Mònaco PSG                        | [ 11 ]  |
| 2018 | Matthijs de Ligt                 | Països Baixos | Ajax d'Amsterdam                  | [ 12 ]  |
| 2019 | João Félix                       | Portugal      | Benfica Atlètic de Madrid         | [ 13 ]  |
| 2020 | Erling Braut Håland              | Noruega       | Borussia Dortmund                 | [ 14 ]  |
| 2021 | Pedro González 'Pedri'           | Espanya       | FC Barcelona                      | [ 15 ]  |
| 2022 | Pablo Martín Páez Gavira, "Gavi" | Espanya       | FC Barcelona                      | [ 16 ]  |
| 2023 | Jude Bellingham                  | Anglaterra    | Borussia Dortmund Reial Madrid CF | [ 17 ]  |
| 2024 | Lamine Yamal                     | Catalunya     | FC Barcelona                      | [ 18 ]  |